# Costituzione della Repubblica del Kosovo
La Costituzione della Repubblica del Kosovo (in albanese: Kushtetuta e Kosovës; in serbo Устав Косовa, Ustav Kosova) è entrata espressamente in vigore il 15 giugno 2008. In precedenza, il Kosovo era governato sulla base di un
Quadro Costituzionale provvisorio - basato sulla Risoluzione 1244 del Consiglio di sicurezza delle Nazioni Unite e ratificato nel 2001 - che prevedeva le Istituzioni provvisorie di autogoverno, riservando l'autorità finale ad un Rappresentante Speciale del Segretario generale delle Nazioni Unite.
Il governo della Serbia, che considera il Kosovo parte del proprio territorio sovrano e rifiuta le rivendicazioni di indipendenza, non accetta la nuova costituzione. Tali dispute e questioni di sovranità sono sorte alla fine del XX secolo con la disgregazione della Jugoslavia, di cui la Serbia è stata parte.

## Costituzione del 2008
Una bozza della nuova costituzione è stata preparata e pubblicata nell'aprile 2008. Molte delle sue disposizioni derivano dal piano Ahtisaari, garantendo così diritti specifici ai gruppi di minoranza e prevedendo un ambiente più sicuro per tutti i cittadini del Kosovo.
La Costituzione del Kosovo è stata ratificata il 9 aprile 2008 ed è entrata in vigore il 15 giugno 2008.
La Missione delle Nazioni Unite per l'Amministrazione Provvisoria in Kosovo per il momento non lascerà il Kosovo, in quanto il Consiglio di Sicurezza delle Nazioni Unite non ha posto termine alla missione. Poiché la nuova costituzione non sarà applicata nelle enclavi serbe del Kosovo, la sua entrata in vigore nelle parti dominate dagli Albanesi equivale ad una suddivisione de facto del Kosovo.
La premessa recita:

"Noi, popolo del Kosovo, Determinati a costruire un futuro del Kosovo come un paese libero, democratico e amante della pace che sarà una patria per tutti i suoi cittadini;
Impegnati nella creazione di uno stato di cittadini liberi che garantirà i diritti di ogni cittadino, le libertà civili e l'uguaglianza di tutti i cittadini dinanzi alla legge;
Impegnati nello stato del Kosovo come uno stato di benessere economico e prosperità sociale;
Convinti che lo stato del Kosovo contribuirà alla stabilità della regione e dell'intera Europa creando relazioni di buon vicinato e di cooperazione con tutti i paesi limitrofi;
Convinti che lo stato del Kosovo sarà un membro distinto della famiglia degli stati del mondo amanti della pace;
Con l'intenzione di far partecipare pienamente lo stato del Kosovo ai processi di integrazione euro-atlantica;
In maniera solenne, approviamo la Costituzione della Repubblica del Kosovo."

Essa stabilisce anche che "La Repubblica del Kosovo non avrà rivendicazioni territoriali contro, e non cercherà un'unione con, qualsiasi Stato o parte di qualsiasi Stato.", questo essendo un chiaro messaggio contro qualsiasi possibile rivendicazione irredentista (unione con l'Albania, o annessione di aree albanesi collocate all'interno della Serbia). Essa prevede uno stato laico "neutrale nelle questioni delle credenze religiose" (articolo 8). La costituzione kosovara si compone di 14 capitoli e 162 articoli.

## Storia
Nel 1913, la Serbia acquisì la sovranità sul Kosovo in base alle disposizioni dei trattati di Londra e di Bucarest. Un distinto accordo serbo-turco fu concluso il 14 marzo 1914. Nel 1918, fu formato il Regno di Jugoslavia e la regione divenne parte delle banovine di Morava, Zeta e Vardar.
Nel 1946, fu costituita all'interno della Serbia l'autonoma "area kosovaro-metochiana". La Costituzione jugoslava del 1963 riconobbe "Kosovo e Metochia" come una provincia autonoma nell'ambito della Repubblica Socialista di Serbia. Nel 1968, la provincia fu ribattezzata "Kosovo".
La Costituzione provinciale del Kosovo (1974) fu la prima costituzione della regione. La costituzione federale jugoslava del 1974 concesse al Kosovo e alla Vojvodina prerogative proprie delle repubbliche della federazione, sebbene esse rimanessero parti costitutive della Serbia secondo la costituzione federale, repubblicana e provinciale. In seguito al cambiamento dello status giuridico del Kosovo nel 1974, le autorità della repubblica serba cercarono di reintegrare il Kosovo nella Serbia proponendo vari emendamenti costituzionali, ma non furono in grado di ottenere il consenso richiesto da tutte le repubbliche jugoslave.
In risposta alle continue richieste della popolazione albanesi per lo status di repubblica durante gli anni ottanta, la Serbia promulgò una nuova costituzione repubblicana nel 1990, rinominando la provincia "Kosovo e Metochia" e riportando effettivamente il suo stato legale a quello della costituzione federale del 1946. In risposta, l'assemblea provinciale del Kosovo emanò una "Dichiarazione di indipendenza" il 2 luglio 1990, separandosi dalla Serbia (ma non dalla Jugoslavia) in base all'affermazione che gli Albanesi erano un popolo (narod) all'interno della "Federazione-Confederazione jugoslava", avente diritto all'autodeterminazione. La Dichiarazione dell'assemblea fu ritenuta incostituzionale dalla Corte costituzionale jugoslava nel 1991, con la motivazione che un cambiamento dello status della provincia avrebbe richiesto modifiche alle costituzioni jugoslava e serba. Poiché la Dichiarazione avrebbe influenzato la dimensione territoriale e i confini della Serbia, secondo la costituzione del 1974 essa richiedeva il consenso della Serbia. Inoltre, dal momento che gli Albanesi non erano una nazione costitutiva della Jugoslavia all'interno della costituzione jugoslava del 1974, ma piuttosto una minoranza nazionale, la corte stabilì che essi non avevano il diritto di invocare l'autodeterminazione al fine di proclamare il Kosovo una unità federale all'interno della Jugoslavia. La Serbia, dal canto suo, reagì alla Dichiarazione sciogliendo l'assemblea e il governo del Kosovo il 5 luglio 1990.
Lo stesso giorno la Repubblica di Kosova dichiarò la sua secessione dalla Repubblica di Serbia e proclamò la Costituzione del Kosovo (1990).